# コクシジウム
コクシジウム（球虫、coccidia）類は消化管などの細胞内に寄生する原生生物の一群で、アピコンプレックス門に属する綱または亜綱。人間、家畜、家禽に対して重大な疾患を引き起こすものが多く含まれている。単にコクシジウムという時には、アイメリア科、特にアイメリア属の原虫を指すことが多い。

## 形態
コクシジウム類では、接合子が被嚢したオーシスト (oocyst) になり、その中におのおの数個体のスポロゾイト（種虫、sporozoite）を含む複数のスポロシスト（胞子、sporocyst）ができる。まず接合子が被嚢しただけの段階をスポロント (sporont) と呼び、その後細胞分裂によって複数のスポロブラスト (sporoblast) と外残体 (extraresidual body) ができる。スポロブラストは再び被嚢してスポロシストとなり、その後細胞分裂によって内部に複数のスポロゾイトと内残体 (intraresidual body) ができる。スポロシストは厚い壁に覆われていることが多く、さまざまな環境条件に抵抗性を持ち、次の個体への伝播に役立っている。オーシスト中のスポロシストの数、およびスポロシスト中のスポロゾイトの数は様々であり、属レベルの分類形質としてよく使われている。

## 分類
伝統的に、まずアピコンプレックス門における生活環の3大要素（メロゴニー、ガメトゴニー、スポロゴニー）に注目して以下の3目に分類し、その上で真コクシジウム目をさらに2亜目に分ける分類がされてきた。1990年頃から、真コクシジウム目の代わりに、アデレア目、アイメリア目のように格上げした体系を発表する研究者が増えてきている。しかし今のところ真コクシジウム類以外ではほとんど分子情報がないため、いずれにせよこうした体系の妥当性は今後の検証が待たれる。
アガモコクシジウム目
生活環にメロゴニーとガメトゴニーがないが、コクシジウム類の典型ともいえるオーシストを作る。栄養体が数百μmと大きく成長し、消化管上皮組織の細胞間に寄生するなど、グレガリナ類との中間的な特徴を示す。多毛類に寄生するRhytidocystis属4種とイシサンゴに寄生するGemmocystis cylindrusが知られているが、この2属は異なる系統に属すると考えられている。
原コクシジウム目
生活環にメロゴニーがない。多毛類に寄生するCoelotropha durchoni、Grellia dinophiliなど十数種が知られている。
真コクシジウム目
生活環にメロゴニー、ガメトゴニー、スポロゴニーの全てがある。ガメトゴニーに注目して以下の2亜目に分類するほか、住血胞子虫亜目をここに含めることもある。
アデレア亜目
雌雄の生殖母体が大きさは異なるがともに大きく不動性で、グレガリナ類に似た連接 (syzygy) により対になって発達する。主に無脊椎動物の消化管上皮細胞に寄生するものや、脊椎動物の血球中に寄生し吸血動物によって媒介されるものがある。7科あり、Adelina属、Haemogregarina属、ヘパトゾーン属などにおよそ500種ほど知られている。
アイメリア亜目
生殖母体が連接を行わず雌雄独立に発達し、雄性配偶子が小さくて鞭毛で運動する。主として消化管上皮や組織中の細胞内に寄生する。アイメリア属、イソスポーラ属、トキソプラズマ属、肉胞子虫属など、およそ2500種ほど知られている。科の分類には議論が多い。
2020年になり、Rhytidocystisやアグレガータなどの海産動物を宿主とする一部のコクシジウム類が基部で単系統を成すことが示され、エオコクシジウム類またはマロスポリダ類と呼ばれている。